# کریستوبال مونیوز
کریستوبال مونیوز (انگلیسی: Cristóbal Muñoz؛ زادهٔ ۱ فوریهٔ ۲۰۰۵) بازیکن فوتبال اهل اسپانیا است که در حال حاضر برای باشگاه فوتبال بارسلونا اتلتیک بازی می‌کند. 